# Никольско-Архангельский сельский округ
Никольско-Архангельский сельский округ — упразднённая административно-территориальная единица, существовавшая на территории Балашихинского района Московской области в 1994—2003 годах.
Никольско-Архангельский сельсовет был образован в первые годы советской власти. По данным 1924 года он входил в состав Разинской волости Московского уезда Московской губернии.
По данным 1926 года в состав сельсовета входил 1 населённый пункт — село Никольско-Архангельское.
В 1929 году Никольско-Архангельский с/с был отнесён к Реутовскому району Московского округа Московской области. При этом к нему был присоединён Мало-Крутицкий с/с.
19 мая 1941 года Реутовский район был переименован в Балашихинский.
30 декабря 1962 года Балашихинский район был упразднён и Никольско-Архангельский с/с вошёл в Мытищинский сельский район. 
21 ноября 1964 года Мытищинский сельский район был переименован в Мытищинский, в состав которого вошёл и Никольско-Архангельский с/с.
11 января 1965 года Никольско-Архангельский с/с был возвращён в восстановленный Балашихинский район, но с подчинением Балашихинскому городскому Совету депутатов трудящихся и его исполнительному комитету.
30 июня 1969 года из Никольско-Архангельского с/с в черту города Реутова были переданы населённые пункты Агрогородок и Крутицы.
Решением исполкома Моссовета и Мособлисполкома от 17 февраля 1984 года и Указом Президиума Верховного Совета РСФСР от 19 марта 1984 года часть территории Никольско-Архангельского с/с была передана в черту города Москвы.
3 февраля 1994 года Никольско-Архангельский с/с был преобразован в Никольско-Архангельский сельский округ.
10 июня 2003 года Никольско-Архангельский с/о был упразднён. При этом его единственный населённый пункт (село Никольско-Архангельское) был включён в черту города Балашиха.